# Jakub Deml
Jakub Deml (Tasov, 1878 – Třebíć, 1961) è stato un poeta ceco.
Fu sacerdote cattolico dal 1902 al 1907, ma lasciò il ministero per contrasti coi superiori. Tra le sue opere si ricordano i poemi in prosa I miei amici (1913) e Le orme (appunti, 1917-1941).
Nel 1916 pubblicò l'inno Miriam, considerato una delle opere più importanti del surrealismo ceco.